# Baryconus mandibularis
Baryconus mandibularis är en stekelart som först beskrevs av Jean-Jacques Kieffer 1906.  Baryconus mandibularis ingår i släktet Baryconus och familjen Scelionidae. Inga underarter finns listade.